# Gerhard von Malberg

Hochmeisterwappen Gerhards von Malberg

Gerhard von Malberg (* vor 1200; † 26. November 1246) war von 1240 bis 1244 Hochmeister des Deutschen Ordens.

## Familie
Gerhard von Malberg stammte aus dem gleichnamigen Ort im heutigen Eifelkreis Bitburg-Prüm. Sein Vater war der Markgraf Theodorich von Aere, der Agnes von Malberg geheiratet und aus deren Recht die Burg und Herrschaft Malberg innehatte und sich nach dieser nannte. Gerhard war verheiratet und hatte zwei Söhne, Thedorich und Otto. Nach dem Tod seiner Frau reiste er nach Outremer, wo einige seiner Verwandten bereits länger ansässig waren und dort höhere Ämter im Templerorden bekleideten.

## Outremer

### Laufbahn im Deutschen Orden
Vermutlich 1217 trat Gerhard in Akkon dem Deutschen Orden bei. Spätestens 1227 war Gerhard nomineller Komtur von Toron, einer der wichtigsten Ordensburgen im Heiligen Land.
Seine Position in Outremer und auch seine verwandtschaftlichen Beziehungen zum Templerorden brachten ihn in zunehmende Opposition zum Hochmeister Hermann von Salza, als sich dieser im Gefolge Kaiser Friedrichs II. anlässlich dessen Kreuzzugs in den Jahren 1228–1229 im Heiligen Land aufhielt. In der Folgezeit schwang sich Gerhard zum Wortführer der „Fraktion des Ordens Teutonicum im Heiligen Lande“ auf. Diese opponierte stark gegen die Politik des Hochmeisters, der den Interessen des damals gebannten Kaisers folgte und die Expansion im Pruzzenland vorantrieb, während Gerhards Fraktion dafür eintrat, sich verstärkt auf das Heilige Land zu konzentrieren. 1240 wurde Gerhard Oberster Marschall des Ordens, mit Sitz in Akkon.

### Hochmeister
Erst nach dem Tod von Hermann von Salza sowie dessen unmittelbarem Nachfolger Konrad von Thüringen gelang es Gerhard, sich auf dem Ordenskapitel durchzusetzen. 1240 oder 1241 wurde er zum Hochmeister des Ordens gewählt. Angesichts der zunehmenden Zersplitterung der Ordenskräfte, nunmehr auf den osteuropäischen Kriegsschauplätzen wie Preußen und Livland sowie der Bedrohung im Heiligen Land selbst, resignierte Gerhard und führte entgegen den Ordensstatuten das Leben eines Troubadours, was den Überlieferungen zufolge seiner Natur am ehesten entsprach – hingegen seine an den Ordensstatuten festhaltenden Ordensbrüder zunehmend erbitterte. Dazu kam seine einseitige Festlegung des Ordens im Heiligen Land. Dort pochte er zwar angesichts des Konfliktes zwischen Templern und Johannitern auf eine vermittelnde Rolle des Deutschen Ordens, seine Sympathien lagen jedoch zu eindeutig auf Seiten der Tempelritter, was maßgeblich zu seiner Isolation innerhalb des eigenen Ordens beitrug.
Auf einem Generalkapitel zu Toron wurde Gerhard von Malberg zum Amtsverzicht gedrängt, dem er in der Folge auch nachkam. Nach seinem Ausscheiden im Jahre 1244 aus Amt und Deutschem Orden ist wenig über Gerhard von Malberg überliefert.

### Wechsel zum Templerorden und Tod
Papst Innozenz IV. gestattete ihm zum Templerorden überzutreten. Es ist aber nicht belegt, dass er diesen Ordenswechsel vollzogen hat.
Er starb am 26. November 1246.